# Isotta Fraschini Asso 750
Le moteur Isotta Fraschini Asso 750 est un moteur étudié et mis au point selon un cahier des charges de l'Aeronautica Militare émis en 1924 pour équiper des avions militaires. Il fait partie de la famille de moteurs modulaires créée par le constructeur italien qui comprend l'Asso 200, l'Asso 500 et l'Asso 1000

## Histoire

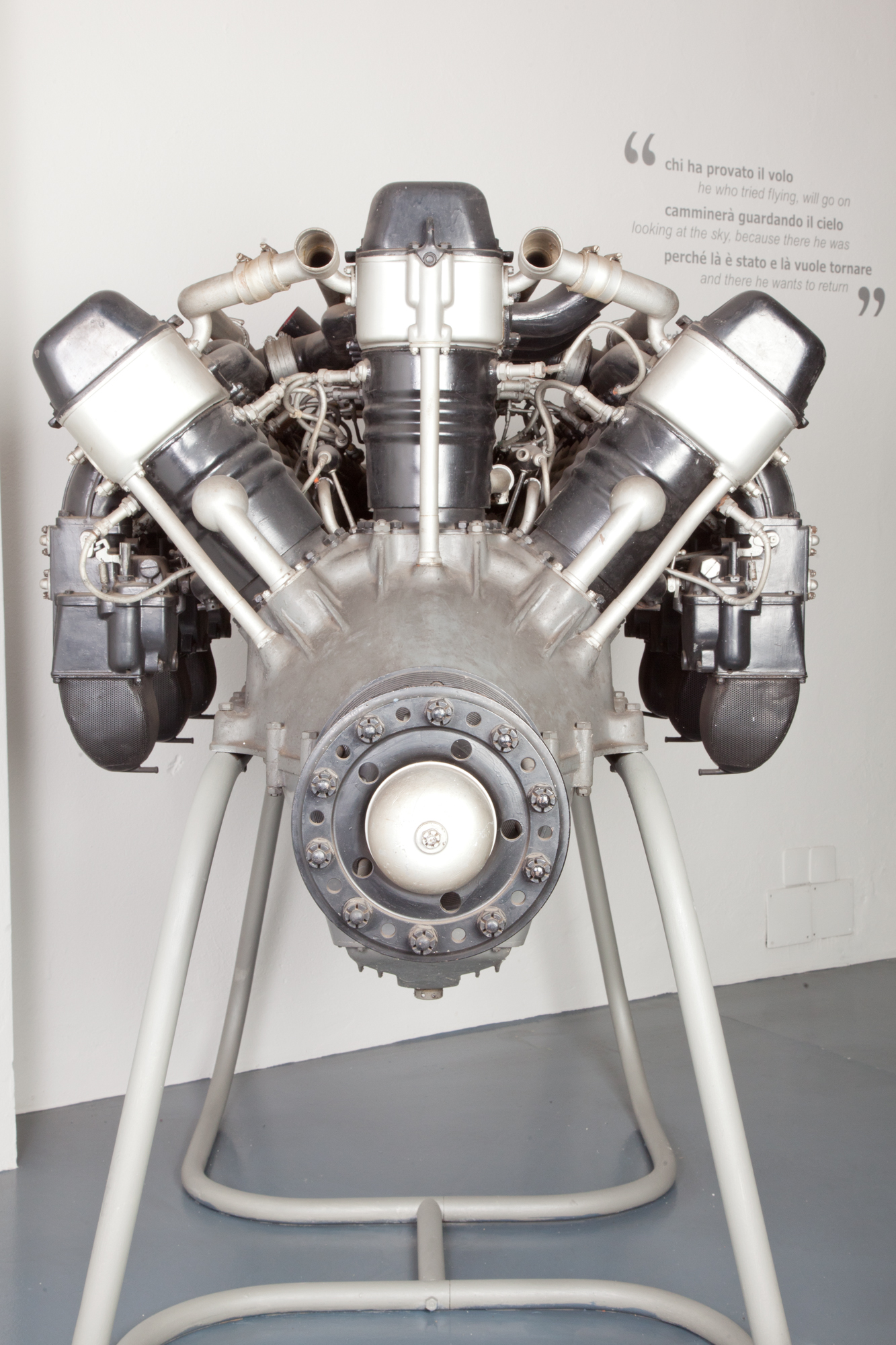
Front de moteur Isotta Fraschini Asso 750 exposé dans le Museo nazionale della scienza e della tecnologia Leonardo da Vinci, Milan.

En 1924, le ministère italien de l'Aviation militaire confia aux deux plus importants constructeurs de moteurs d'avions du pays, Isotta Fraschini et Fiat Aviazione, l'étude et la construction d'une nouvelle série de moteurs à refroidissement liquide de forte puissance.
La société Isotta Fraschini engagea l'étude de ce nouveau moteur en décembre 1924, en dimensionnant un 12 cylindres en « V » appelé « Asso ». Les premiers essais au banc furent réalisés en juin 1925. Les essais d'approbation commencèrent en août de la même année et après 150 heures de fonctionnement au banc et 150 heures en vol, l'Asso 500 fut validé et mis en production.
En moins d'un an, Isotta Fraschini avait été en mesure de développer une gamme de moteurs qui, sans être particulièrement légers, avait les qualités de solidité et de durabilité peu communs pour l'époque. Les essais normaux des constructeurs les plus exigeants avaient une durée de 50 heures, et étaient considérés comme particulièrement sévère dans certains pays.
L'Asso 500 avait une architecture très similaire à celle des moteurs Fiat équivalents : les cylindres étaient indépendants en acier avec des chemises soudées, les bielles et biellettes en « I », double arbre avec des excentriques en tête pour commander les 4 soupapes de chaque cylindre, le bloc de base coulé en « Electron » en quatre parties.
Mais contrairement aux moteurs Fiat, les carburateurs sont placés à l'extérieur des cylindres et non pas dans le « V », ce qui rendra la maintenance et les réglages plus aisés.

### Origines du projet
À la fin de la Première Guerre mondiale, le besoin de disposer de moteurs toujours plus puissants devenait urgent. Compte tenu de l'impossibilité technique à l'époque, de développer encore plus les moteurs rotatifs et à six cylindres en ligne et vu les problèmes de fiabilité des moteurs 8 cylindres en ligne, l'augmentation de puissance a été résolu en augmentant le nombre des cylindres en les disposant en V et en W. Cette solution a permis une augmentation significative de la puissance, grâce aussi à la diminution du poids étant donné que dans les moteurs en ligne le poids le plus important est constitué par le bloc de base et le vilebrequin. En doublant le nombre de cylindres reliés au même arbre et dans le même bloc, il était possible d'obtenir une puissance supérieure à 500 chevaux. Pendant les années 1920, cette technique a été développée jusqu'à inventer des moteurs avec des cylindres disposés en W.
Depuis la fin des années 1930 ce type de moteur a été progressivement abandonné à cause de leur résistance frontale trop importante. Le moteur Isotta Fraschini Asso 750, dérivé du précédent Asso 500, a été produit de 1927 à 1934 en six versions différentes. Un moteur IF-Asso 750R a été monté sur l'avion Savoia-Marchetti S.55.X avec lequel Italo Balbo a réalisé la traversée de l'Atlantique en 1933.

## Description technique
Le moteur IF Asso 750 comporte 18 cylindres placés en W. La distribution comprend 4 soupapes par cylindre commandées par un arbre à cames en tête. L'alimentation est assurée par six carburateurs, trois de chaque côté du moteur avec deux bougies d'allumage par cylindre.

## Différentes versions
Asso 750
Version de base avec transmission en prise directe à l'hélice.
Asso 750 R
Version munie d'un réducteur de vitesse au rapport de 0,658, avec un carter moteur et un vilebrequin modifiés. Puissance maxi : 940 ch.
Asso 750 RC.35
Version dotée d'un compresseur, étudiée pour une utilisation en très haute altitude.

## Utilisation
Royaume d'Italie
- CANT Z.501 premières versions
- Caproni Ca.111
- Macchi MC.77
- Savoia-Marchetti S.55X
- Savoia-Marchetti S.62
- Savoia-Marchetti S.78

## Exemplaires existants
Le Musée historique de l'aviation de Vigna di Valle abrite deux moteurs Isotta Fraschini Asso 750 : un IF Asso 750 RC.35 avec un groupe réducteur et une version de base, avec l'hélice en prise directe.